# Shenzhen CFC Changfu Centre

Le Shenzhen CFC Changfu Centre est un gratte-ciel de 303 mètres construit en 2016 à Shenzhen en Chine. 